# Шарка (цвинтар)
Цвинтар Шарка (чеськ. Hřbitov Šárka) — некрополь у Празі. 
Розташований у Дейвіце, історичному районі Праги. Площа — 1,29 га.

## Відомі поховання
- Фелікс ле Бре — чехословацький театральний та кіноактор.
- Іван Горбачевський — український хімік, біохімік, гігієніст та епідеміолог, термінограф, громадсько-політичний, освітній діяч.
- Іван Парканій — громадський діяч, правник, урядовий службовець Чехословаччини.
- Йозеф Копта — чеський письменник, журналіст, перекладач.